# Gazeille
Pour les articles homonymes, voir Gazeille (homonymie).
La Gazeille ou Grazeille est une rivière française qui coule dans la Haute-Loire, en région Auvergne-Rhône-Alpes, et un affluent droit de la Loire.

## Géographie
La Gazeille naît au sud-ouest du mont Mézenc, sur le territoire des Estables, tout près de la limite avec le département de l'Ardèche. Elle se dirige dès le début vers l'ouest, direction qu'elle maintient plus ou moins tout au long de son parcours de 27,2 kilomètres. Elle finit par se jeter dans la Loire à Chadron.
Elle possède un bassin versant de 104,4 km2.
D'après le cadastre napoléonien la Gazeille s'appelait autrefois  La Ricomène. C'est ce nom qui a servi à l'époque, mais sous une forme légèrement modifiée, pour la désignation du viaduc de la Recoumène qui enjambe cette rivière et qui n'a jamais été mis en service.

## Communes traversées
En Haute-Loire : la rivière traverse les communes de Les Estables, Freycenet-la-Tour, Le Monastier-sur-Gazeille, Saint-Martin-de-Fugères et Chadron.

## Hydrologie
Le débit de la Gazeille a été observé pendant une période de 35 ans (1946-1980), au Monastier-sur-Gazeille, localité du département de la Haute-Loire, située à une trentaine de kilomètres de son confluent avec la Loire. Le bassin versant de la rivière y est de 83 km2 soit 80 % de sa totalité.
Le module de la rivière au Monastier-sur-Gazeille est de 1,56 m3/s.
La Gazeille présente des fluctuations saisonnières de débit moyennes, avec une longue période de hautes eaux s'étendant de la fin de l'automne jusqu'au printemps et portant le débit mensuel moyen à un niveau situé entre 1,80 et 2,33 m3/s, de novembre à mai inclus (maximum en mars et avril), et des basses eaux d'été de juillet à septembre inclus, avec une baisse du débit moyen mensuel jusque 0,457 m3/s au mois d'août (457 litres par seconde), ce qui est encore très acceptable.
Cependant, le VCN3 peut chuter jusque 0,079 m3/s, en cas de période quinquennale sèche, soit 79 litres par seconde, ce qui devient sévère.
D'autre part les crues peuvent être assez importantes. Les QIX 2 et QIX 5 valent respectivement 22 et 40 m3/s. Le QIX 10 vaut 51 m3/s, tandis que le QIX 20 se monte à 62 m3/s. Enfin le QIX 50 se monte à 77 m3/s.
Le débit maximal enregistré a été de 125 m3/s le 30 janvier 1956
En comparant cette valeur à celles des différents QIX de la rivière, il apparaît que cette crue était bien plus que cinquantennale et donc tout à fait exceptionnelle.
La lame d'eau écoulée dans le bassin de la Gazeille est de 593 millimètres annuellement, ce qui est très élevé, très supérieur à la moyenne d'ensemble de la France, et bien sûr également à celle de l'ensemble du bassin versant de la Loire (244 millimètres). Le débit spécifique (ou Qsp) atteint 18,7 litres par seconde et par kilomètre carré de bassin.